# Xantungue (tecido)

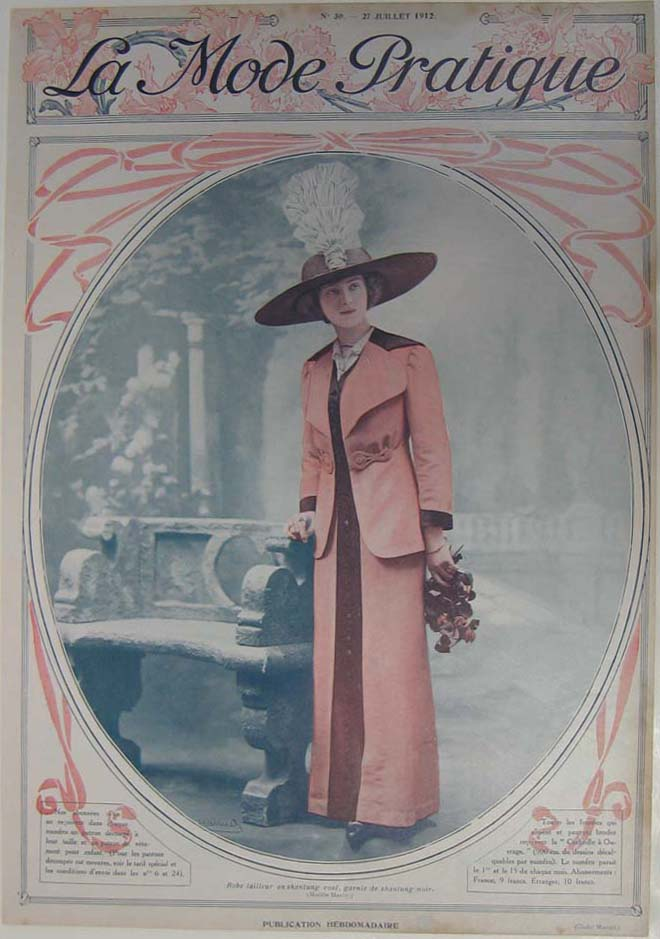
Vestido em xantungue rosa, com aplicações em xantungue negro (1912).

Xantungue é o nome pelo qual é comercializada a seda tecida à mão com fios irregulares, apresentando uma superfície desigual e áspera. O tecido era originalmente produzida na província de Shandong (antigamente grafada Xantung), no leste da China. O mesmo nome é dado a tecidos naturais ou sintéticos com características parecidas com as deste tipo de seda, nomeadamente os tecidos macios de seda, algodão ou linho, que tenham entremeados fios mais grossos.
Características do Tecido Xantungue:
1. Composição: É feito de seda pura ou uma mistura de seda com outros fios, como poliéster, para aumentar a durabilidade e reduzir o custo.
2. Textura: A superfície do xantungue pode ser ligeiramente rugosa ou ter uma textura mais uniforme, oferecendo uma sensação luxuosa ao toque.
3. Acabamento: Pode ter um brilho suave, que dá um aspecto elegante sem ser excessivamente brilhante.
4. Uso: Frequentemente usado em vestuário formal, como vestidos de noite, trajes de casamento e roupas de cerimônia.